# Rádio Guaíba
Rádio Guaíba es una emisora de radio brasileña con ubicación en Porto Alegre, RS. Es el principal emisor de la Red Guaíba SAT. Desde marzo de 2007 pertenece al Grupo Record.